# Château de Sainte-Sabine
Le château de Sainte-Sabine est un château moderne situé à Sainte-Sabine (Côte-d'Or) en Bourgogne-Franche-Comté .

## Localisation
Le château est situé rue Saint-Martin à l'extrémité nord du village, sur une terrasse dominant le ruisseau de la Miotte.

## Historique
La première trace du château remonte à 1461. En 1562, il relève d’Alexandre de Saulx et passe en 1578 à la famille de Messey qui entreprend sa reconstruction en 1625. De cet édifice, seuls les pavillons nord-ouest et sud-ouest encadrant le portail d'entrée semblent avoir été conservés. En 1717, Pierre Parisot qui en a hérité affranchit les habitants du village et fait réaliser l'aile nord. La propriété reste dans la famille jusqu'en 1768 où Patrice Wale, conseiller du Roi, rachète le fief à Jean Parisot. Le 14 septembre 1796, le château est vendu à Nicolas-Guillaume Basire, frère de Claude Basire. Celui-ci le cède deux ans plus tard à Pierre Rocault qui comble les fossés, supprime le pont-levis et mure les meurtrières[réf. souhaitée]. En 1831, son fils Jean-Baptiste démolit le colombier et vers 1850 son petit-fils reconstruit le château "à la moderne".

## Architecture
Le château de Sainte-Sabine se compose d'un quadrilatère fossoyé, cantonné de tours cornières en forme de bastion. Chacune comporte un étage de soubassement taluté, un rez-de-chaussée et un étage. L'entrée est à l'ouest par une porte cochère. Le corps de logis principal, à droite en entrant, a été modifié au XVIIe siècle et sa façade intérieure est garnie d'une tour semi-hexagonale demi-hors-œuvre. À l'extérieur, l'étage de ce corps de bâtiment a été doublé d'une salle-à-manger en forme d 'orangerie en 1990. La cour intérieure est limitée au nord par un corps de bâtiment néo-renaissance et à l'est par un parapet[réf. souhaitée].

## Valorisation du patrimoine
Le château a été récemment restauré et transformé en hôtellerie.